# Longitarsus nasturtii
Longitarsus nasturtii  (лат.) — вид листоедов (Chrysomelidae) из подсемейства козявок (Galerucinae). Распространён в Палеарктическом регионе с запада на восток до Кореи. Взрослые жуки и их личинки питаются листьями окопника (Symphytum), род семейства бурачниковых (Boraginaceae).

## Аберрации и вариетет
- Вариетет: Longitarsus nasturtii var. auctumnalis Weise, 1893
- Аберрация: Longitarsus nasturtii ab. obscurus Donisthorphe, 1929